# جرج ایکینز
جرج ایکینز (انگلیسی: George Ekins؛ ۹ سپتامبر ۱۸۷۱ – ۱۲ دسامبر ۱۹۶۰) بازیکن فوتبال اهل بریتانیا بود.
از باشگاه‌هایی که در آن بازی کرده‌است می‌توان به باشگاه فوتبال لوتون تاون و باشگاه فوتبال دربی کانتی اشاره کرد.